# Можин, Владимир Потапович
Владимир Потапович Можин (12 мая 1929, г. Мост-Залуши, Чехословацкая республика — 19 января 1996, Москва) — доктор экономических наук (1972), профессор (1977), академик ВАСХНИЛ (1982).

## Биография
Окончил в 1950 г. Московский юридический институт, в 1954 г. — Московский государственный экономический институт.
С 1958 г. — ассистент Всесоюзного заочного экономического института, затем перешёл в Научно-исследовательский финансовый институт Минфина СССР (в 1958—1959 гг. — заместитель начальника отдела научной информации, в 1959—1962 гг. — старший научный сотрудник). В 1962—1966 гг. — старший научный сотрудник Института экономики Сибирского отделения АН СССР.
В 1966—1969 гг. — первый секретарь Советского РК КПСС г. Новосибирска.
С 1969 г. — заместитель директора по науке Института экономики СО АН СССР.
С 1974 г. вернулся в Москву, по 1981 г. возглавлял Центральный экономический НИИ Госплана СССР. В 1981—1985 гг. — председатель Совета по изучению производительных сил при Госплане СССР, затем по 1991 г. — заместитель заведующего отделом экономики ЦК КПСС.
После роспуска КПСС до конца жизни работал в Комиссии Российской АН по изучению производительных сил и природных ресурсов.

## Научная деятельность
Научные исследования посвящены широкому кругу проблем развития сельского хозяйства в рамках агропромышленного комплекса, методологическим основам формирования АПК в народном хозяйстве страны, разработке и применению экономико-математических моделей при планировании развития сельского хозяйства и АПК.
Автор около 100 научных трудов, в том числе 18 книг и брошюр.

### Избранные публикации
- Проблемы оптимизации перспективного развития сельского хозяйства / Ин-т экономики и орг. пром. пр-ва АН СССР. — Новосибирск: Наука. Сиб. отд-ние, 1972. — 246 с.
- Оптимизация плановых решений в сельском хозяйстве. — М.: Экономика, 1974. — 151 с.
- Территориально-производственные комплексы СССР: Пробл. формирования и развития / Соавт. А. Н. Гладышев. — М.: Политиздат, 1982. — 80 с.
- Повышение эффективности агропромышленного комплекса: пути и методы // Повышение эффективности нар. хоз-ва. — М., 1984. — С. 190—209.
- Методологические вопросы формирования региональных АПК и их структуры / Соавт. В. Ф. Краснопивцева // Метод. вопр. формирования и планирования развития регион. АПК. — М., 1986. — С. 3-17.

## Награды
- орден Трудового Красного Знамени (1977)
- орден «Знак Почёта» (1981)
- медали
- золотая и серебряная медали ВДНХ
- Почётная грамота Президиума Верховного Совета РСФСР (1979)
- Почётная грамота ВЦСПС (1979).